# Dig a Pony
«Dig a Pony» –en español: «Contempla un poni»– es una canción de The Beatles, incluida en el álbum Let It Be de 1970, y en la remezcla del mismo en 2003, Let It Be... Naked.

## Composición
Aunque acreditada como Lennon/McCartney, la canción fue compuesta originalmente por John Lennon, quien dijo posteriormente que la canción era "un trozo de basura", como con otras de sus canciones.
Originalmente fue llamada "All I Want Is You" y fue compuesta para su futura esposa en ese momento, Yoko Ono, e incluye numerosas frases unidas entre sí, en principio sin sentido, culminando en el estribillo "All I want is you" ("tú eres todo lo que quiero"), dirigido a Yoko. Lennon se refirió a esta composición como el estilo de Bob Dylan en las letras.

## Grabación
Es una de las canciones grabadas en el famoso Rooftop Concert ("el concierto en la azotea"), en el tejado del estudio de Apple en el número 3 de Savile Row, Londres. Hay un falso comienzo, y se puede oír a Ringo Starr diciendo "hold it!" ("¡esperen!") para que sus compañeros pararan, ya que estaba fumando y sólo tenía una de las dos baquetas en las manos.
En la versión del álbum Anthology 3, la parte rítmica del principio de la canción es más larga, y Paul McCartney empieza cantando "All I want is..." justo antes de que Lennon comience a cantar la primera estrofa, y al final de la canción.

## Personal[2]
- John Lennon - voz principal, Guitarra rítmica (Epiphone Casino).
- Paul McCartney - bajo (Höfner 500/1 63´), coros.
- George Harrison - guitarra principal (Fender Rosewood Telecaster), coros.
- Ringo Starr - batería (Ludwig Hollywood Maple).
- Billy Preston - piano eléctrico (Fender Rhodes Seventy-Three Sparkle Top).

## Versiones
- La banda estadounidense Red Hot Chili Peppers, como una introducción para "I Could Die For You" en la gira de 2002 de su álbum By The Way.
- Yellow Matter Custard, en su gira de 2003.
- Annie Clark (St. Vicent), en las sesiones de grabación de Black Cab en 2007, sí como en la gira del mismo año
- Laibach, en su álbum versión de Let It Be.
- El guitarrista de la banda Phish, Trey Anastasio, en su gira de 2005 con la banda 70 Volt Parade.
- El bajista estadounidense Chris Lightcap, como tema instrumental en su álbum de 2002 Bigmouth.
- Screaming Headless Torsos, en su álbum "Live!!".